# Entrance Station
L'Entrance Station est une station de rangers américaine dans le comté de Crook, dans le Wyoming. Protégé au sein du Devils Tower National Monument, ce bâtiment en rondins dans le style rustique du National Park Service a été livré en 1941. Il est inscrit au Registre national des lieux historiques depuis le 24 juillet 2000.